# Рейчъл Карсън
Рейчъл Луиз Карсън (на английски: Rachel Louise Carson; 27 май 1907 – 14 април 1964) е американска морска биоложка, природозащитничка и писателка, чиято книга „Тиха пролет“ (Silent Spring), както и други нейни текстове, допринасят за утвърждаване на значимостта на глобалното движение за опазване на околната среда.
Карсън започва кариерата си като морски биолог в Службата за опазване на рибните ресурси и дивите животни на САЩ. Започва да пише професионално на тема природа и екология през 1950-те години. Бестселърът ѝ от 1951 г. „Морето около нас“ (The Sea Around Us) ѝ спечелва Национална награда за книга. Следващата ѝ книги „Ръбът на морето“ (The Edge of the Sea) също става бестселър. В книгите си изследва целия живот в океаните, от бреговете до дълбините им. Тя се доказва като талантлив писател.
Към края на 1950-те години започва да се занимава активно с опазване на околната среда, наблягайки на проблемите, за които вярва, че се причиняват от изкуствените пестициди. Резултатите от изследванията си публикува под формата на книгата „Тиха пролет“ (Silent Spring) през 1962 г., която предизвиква опасния относно околната среда у безпрецедентен брой американци. И макар книгата ѝ да е посрещната с яростно противопоставяне от страна на химическите компании, тя води до реформи в националната политика за пестицидите, включително и до забрана на химикала ДДТ. Тя вдъхновява и екологичното движение, което впоследствие води до създаването на Американската агенция за опазване на околната среда.
Карсън умира от рак на гърдата през 1964 г. Наградена е посмъртно с Президентски медал на свободата от президента Джими Картър.